# Sailu
Sailu là một thành phố và là nơi đặt hội đồng đô thị (municipal council) của quận Parbhani thuộc bang Maharashtra, Ấn Độ.

## Địa lý
Sailu có vị trí 19°28′B 76°28′Đ / 19,47°B 76,47°Đ Nó có độ cao trung bình là 415 mét (1361 feet).

## Nhân khẩu
Theo điều tra dân số năm 2001 của Ấn Độ, Sailu có dân số 39.854 người. Phái nam chiếm 52% tổng số dân và phái nữ chiếm 48%. Sailu có tỷ lệ 66% biết đọc biết viết, cao hơn tỷ lệ trung bình toàn quốc là 59,5%: tỷ lệ cho phái nam là 74%, và tỷ lệ cho phái nữ là 57%. Tại Sailu, 14% dân số nhỏ hơn 6 tuổi.